# Bagridae
Famille
Les Bagridés ou Bagridae forment une famille de l'ordre des Siluriformes.

## Liste des genres

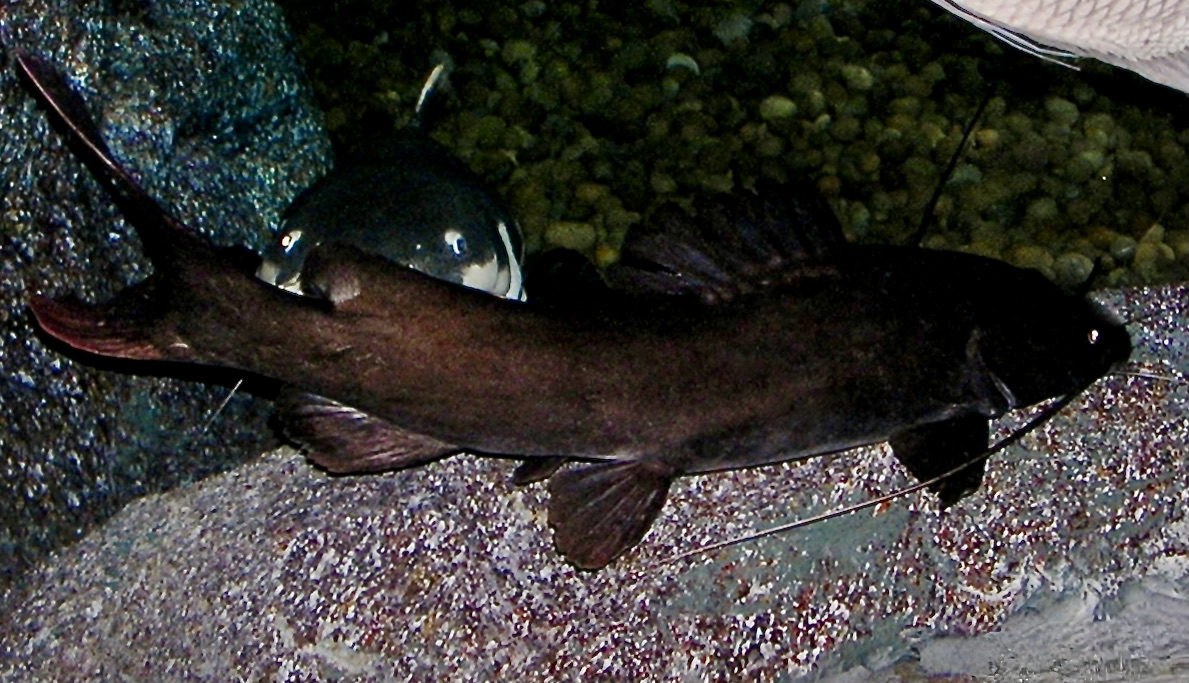
Hemibagrus filamentus, espèce endémique du Mékong, aquarium Sea Life Bangkok Ocean World, Bangkok, Thaïlande

Selon FishBase (09 juillet 2015):
- genre:
  - Bagrichthys
  - Bagroides
  - Bagrus
  - Batasio
  - Chandramara
  - Coreobagrus
  - Gnathobagrus
  - Hemibagrus
  - Hemileiocassis
  - Hyalobagrus
  - Leiocassis
  - Mystus
  - Nanobagrus
  - Olyra
  - Pelteobagrus
  - Pseudobagrus
  - Pseudomystus
  - Rama
  - Rita
  - Sperata
  - Tachysurus

- genre éteint:
  - Eomacrones †
  - Gobibagrus †
  - Nigerium †
  - Nkondobagrus †

### Note
- Amarginops Nichols and Griscom, 1917
- Anaspidoglanis Teugels, Risch, de Vos et Thys van den Audenaerde, 1991
- Auchenoglanis Günther, 1865
- Austroglanis Skelton, Risch et de Vos, 1984
- Bagrichthys Bleeker, 1857
- Bagroides Bleeker, 1851
- Bagrus Bosc, 1816
- Batasio Blyth, 1860
- Bathybagrus Bailey et Stewart, 1984
- Chrysichthys Bleeker, 1858
- Clarotes Kner, 1855
- Gephyroglanis Boulenger, 1899
- Gnathobagrus Nichols et Griscom, 1917
- Hemibagrus Bleeker, 1862
- Hemileiocassis Ng et Lim, 2000
- Horabagrus Jayaram, 1955
- Hyalobagrus Ng et Kottelat, 1998
- Leiocassis Bleeker, 1857
- Liauchenoglanis Boulenger, 1916
- Lophiobagrus Poll, 1942
- Mystus Scopoli, 1777
- Nanobagrus Mo, 1991
- Notoglanidium Günther, 1903
- Parauchenoglanis Boulenger, 1911
- Pardiglanis Poll, Lanza et Romoli Sassi, 1972
- Pelteobagrus Bleeker, 1864
- Phyllonemus Boulenger, 1906
- Platyglanis Daget, 1979
- Pseudobagrus Bleeker, 1859
- Pseudomystus Jayaram, 1968
- Rama Bleeker, 1858
- Rheoglanis Poll, 1966
- Rita Bleeker, 1854
- Sperata Holly, 1939